# Kristin Pudenz
Kristin Pudenz (Herford, 9 de fevereiro de 1993) é uma atleta do lançamento de disco alemã, medalhista olímpica.
Ela ganhou uma medalha de ouro na Universíada de Verão de 2017 e uma medalha de bronze no Campeonato Europeu Sub-23 de 2015. Nos Jogos Olímpicos de Verão de 2020, conquistou a prata estabelecendo seu novo recorde pessoal de 66,86 metros.